# Opisthoxia corinnoides
Opisthoxia corinnoides là một loài bướm đêm trong họ Geometridae.